# Geomys personatus
Geomys personatus — вид гризунів родини Geomyidae, який зустрічається в Тамауліпас в Мексиці і в Техасі в Сполучених Штатах.

## Морфологічна характеристика
Довжина самців досягає приблизно 32 см, включаючи хвіст приблизно 11 см. Самиці трохи менші, обидві статі важать близько 400 грамів. Спинна поверхня тьмяна сірувато-коричнева, а черевна поверхня білувата з темнішими плямами. На хвості дуже мало волосся, особливо біля кінчика. Верхні різці мають пару борозенок.

## Розповсюдження
G. personatus зустрічається на півдні Техасу аж до округів Валь-Верде та Сан-Патрісіо та штату Тамауліпас, крайньої північно-східної частини Мексики. Його ареал нерівний і розрізнений, подібно до інших видів Geomys. Він поширений у піщаних наносах на островах Мустанг і Падре в Мексиканській затоці. Популяція округів Маверік, Завала та Дімміт нещодавно була визнана окремим видом — Geomys streckeri.

## Поведінка
Один G. personatus займає систему нір, яка може мати короткі бічні гілки та близько 30 м ходів. Він захищає свою нору від зловмисників, видаючи хрипкий крик і скрегочучи зубами. В основному він залишається під землею і закупорює входи на поверхню ґрунтом. Відвал викопаного ґрунту може мати діаметр 50 см і висоту 12 см. G. personatus харчується корінням трав, таких як Paspalum, Cynodon і Cenchrus, а також споживає всі частини складної рослини соняшнику роду Helianthus. Він уникає вилазити на поверхню землі, де йому загрожують хижаки, хапаючи коріння рослини і тянучи його в нору. Він також практикує копрофагію, поїдаючи частину власних фекалій: він бере гранули зубами прямо з заднього проходу, маніпулює ними передніми лапами та ретельно їх розглядає. Потім він споживає одні й відкидає інші; однак підстави для його вибору неясні.
Мало що відомо про репродуктивну поведінку цього виду, але, здається, він розмножується в будь-який час року. Було зареєстровано виводки від одного до п’яти дитинчат, і вважається, що в рік буває до двох виводків.